# Albert Tougard
Albert Tougard, né le 28 décembre 1841 à Canteleu et mort le 25 décembre 1920 à Rouen, est un prêtre catholique et historien français.

## Biographie
Albert Tougard est ordonné prêtre le 22 décembre 1866. Il est professeur au Petit séminaire du Mont-aux-Malades. Il obtient le titre de docteur ès lettres en 1874. Il est coauteur avec l'abbé Joseph Bunel d'une importante Géographie de la Seine-Inférieure en plusieurs tomes. Il est nommé chanoine honoraire en 1896.
Il meurt au 41 route de Neufchâtel à Rouen et est inhumé au cimetière de Bonsecours.

## Distinctions
- Officier d'académie (1872)[1]

## Publications
- Nouveaux documents inédits sur le patrimoine de Pierre Corneille, Rouen, E. Cagniard, 1868.
- Catalogue des Saints du diocèse de Rouen, etc., Rouen, 1872.
- Quelques notes sur la chapelle et la commanderie de Sainte-Vaubourg, au Val-de-la-Haye, près Rouen, Rouen, E. Cagniard, 1873.
- (avec Joseph Bunel), Géographie du département de la Seine-Inférieure, 1877 ; 1991 En ligne
- Arques. Site, monuments, histoire, Rouen, E. Cagniard, 1877.
- Essai sur l'hagiographie légendaire du diocèse de Rouen, Dieppe, P. Leprêtre, 1884.
- L'hellénisme dans les écrivains du Moyen Âge, du VIIe au XIIe siècle, Paris, V. Lecoffre, 1886.
- La persécution iconoclaste d'après la correspondance de Saint Théodore Studit, Paris, Lecoffre, 1891.
- Notices présentées aux assises de Caumont (Rouen, 15-18 juin 1896), Rouen, P. Leprêtre, 1896.
- Le Graduel de l'église cathédrale de Rouen au XIIIe siècle, Évreux, L. Odieuvre, 1907.
- Documents concernant l'histoire littéraire du XVIIIe siècle, conservés aux archives de l'Académie de Rouen, Rouen, A. Lestringant, 1912.